# Чжоу Фохай
Чжоу Фохай (кит. 周佛海; род. 29 мая 1897 — ум. 28 февраля 1948) — китайский политический деятель. Во время японской оккупации Китая был вице-президентом и министром финансов в коллаборационистском Центральном правительстве Китайской Республики Ван Цзинвэя.

## Биография
Чжоу Фохай родился 29 мая 1897 года в небольшой деревне в уезде Юаньлин китайской провинции Хунань, где его отец был чиновником цинской администрации. Окончил местную среднюю школу. Спустя пять лет после Синьхайской революции, произошедшей в 1911 г., в 1917 году он отправился учиться в Японию, в Подготовительную Военную Школу № 7, на базе которой впоследствии был создан Кагосимский университет. В 1920 году он на год вернулся на родину в Юаньлин.
Во время своего пребывания в Японии Чжоу Фохай проникся идеями марксизма, и по возвращении в Китай он стал одним из основателей Коммунистической партии Китая. В 1920 году он впервые встречается с другой группой китайских коммунистов в Шанхае, а уже в июле 1921 года, как лидер токийских коммунистов, принимает участие в качестве секретаря в шанхайском Первом съезде КПК. В начале ноября 1921 года, снова вернувшись в Японию, он продолжает своё образование. В марте 1922 года поступает в Киотский Императорский университет, где получает образование экономиста.
К 1924 году Чжоу Фохай разочаровался в идеях и методах коммунистов, покинул компартию Китая и вступил в Гоминьдан. При центральном правительстве Китайской Республики получил пост секретаря Отдела Связей с Общественностью. Он быстро сошёлся с левой кликой Гоминьдана, возглавляемой Ван Цзинвэем и Ляо Чжункаем и встал в оппозицию Чан Кайши. Впоследствии он был ярым противником совместного с коммунистами Северного похода 1926—1927 годов и политики Чана перед Второй японо-китайской войной. В апреле — августе 1927 года Чжоу Фохай занял пост в правительстве Ван Цзинвэя в Ухане. В 1931 году был членом Центрального исполнительного комитета Гоминьдана. В 1935-1938 годах, находясь в ранге министра, занял ряд важных постов в правительстве, связанных с общественной деятельностью и пропагандой.
После начала войны с сентября 1938 года поддерживал прояпонскую политику Ван Цзинвэя. В декабре того же года они вместе бежали из временной столицы Китая Чунцина через Ханой в Гонконг, где открыто перешли на сторону японцев. В декабре 1939 и ноябре 1940 года участвовал в подписании нескольких договоров с Японией. С августа 1939 года курировал вопросы пропаганды, цензуры, агентуры и финансов коллаборационистов Ван Цзинвэя.
В марте 1940 года, сразу после образования Центрального правительства Китайской Республики в Нанкине, стал вице-президентом коллаборационистского правительства и членом Центрального Политического Комитета, также выполнял функции министра финансов и главы Центрального Резервного Банка, командовал частью армии. С декабря 1944 года до августа 1945 года занимал пост мэра Шанхая, на котором сменил Чэнь Гунбо, и министра полиции.
После капитуляции Японии попытался сбежать в Гонконг, но 30 сентября 1945 года был арестован войсками Чан Кайши в Чунцине, где оставался под стражей в течение года. 21 октября 1946 года, в Нанкине, во время открытого слушания Чжоу Фохай предстал перед Верховным судом Китайской республики. 7 ноября суд, обвинив Чжоу в заговоре с врагами, содействии японским оккупационным силам и предательстве Родины, приговорил его к смертной казни. Но, по ходатайству жены Чжоу — Ян Шухуэй — принятому Чан Кайши, приговор был заменён на пожизненное заключение. Умер в тюрьме от сердечного приступа 28 февраля 1948 года в возрасте 50 лет.

## Семья
Отец Чжоу Фохая умер почти сразу после рождения сына. Жена — Ян Шухуэй. Сын — Чжоу Юхай, родился 20 октября 1922 года. С 1938 года семья жила в Гонконге. После войны, в августе 1946 года, Чжоу Юхань вступил в Коммунистическую партию Китая.